# Trichocyclus hyperboreus
Trichocyclus hyperboreus là một loài thực vật có mạch trong họ Woodsiaceae. Loài này được (Lilj.) Dulac miêu tả khoa học đầu tiên.